# Hans Christian Brandy
Hans Christian Brandy (* 5. Dezember 1958 in Bonn) ist ein deutscher evangelischer Theologe. Seit dem 1. April 2010 ist er Landessuperintendent für den Sprengel Stade der Evangelisch-lutherischen Landeskirche Hannovers, seit 2020 Regionalbischof des Sprengels. Im Juni 2025 geht er in den Ruhestand.

## Leben
Nach dem Abitur in Großburgwedel studierte er von 1977 bis 1984 Evangelische Theologie in Göttingen und war dort anschließend als Wissenschaftlicher Mitarbeiter am Lehrstuhl für systematische Theologie tätig. 1989 wurde er mit einer Arbeit über die Christologie der Reformationszeit promoviert.
Nach dem Vikariat in Hildesheim und Loccum wurde Brandy im Jahr 1991 Gemeindepastor in Steyerberg (Landkreis Nienburg/W.) Ab 1994 war er Persönlicher Referent von Landesbischof Horst Hirschler und Landesbischöfin Margot Käßmann. Im Jahr 2000 wurde Brandy zum Oberlandeskirchenrat im Kollegium des Landeskirchenamtes Hannover berufen und war zunächst Dezernent für Medien und ab 2004 u. a. für die Bereiche Gottesdienst und Kirchenmusik, Konfessionelle Ökumene und ‚Kirche im Dialog’, Spiritualität und Missionarische Dienste. 2010 erfolgte seine Berufung zum Landessuperintendenten des Sprengels Stade, seit 2020 mit der Amtsbezeichnung Regionalbischof. Hans Christian Brandy ist verheiratet mit der Pastorin Claudia Brandy. Das Ehepaar hat 3 Kinder.

## Weitere Ämter und Mitgliedschaften
- Seit 2004: Mitglied im Konvent des Klosters Loccum
- seit 2010: Mitglied im Bischofsrat der Evangelisch-lutherischen Landeskirche Hannovers
- seit 2014: Mitglied der Bischofskonferenz der VELKD[3]
- 2004 bis 2010: Vorsitzender des Kuratoriums des Evangelischen Zentrums für Gottesdienst und Kirchenmusik St.Michael Hildesheim

## Schriften
- Die späte Christologie des Johannes Brenz, zugleich Dissertation Universität Göttingen, Mohr, Tübingen 1991, ISBN 3-16-145793-5